# Junghwasan-dong
Junghwasan-dong (koreanska: 중화산동) är en stadsdel i staden Jeonju i provinsen Norra Jeolla  i den centrala delen av Sydkorea, 200 km söder om huvudstaden Seoul. Den ligger i stadsdistriktet Wansan-gu.

## Indelning
Administrativt är Junghwasan-dong indelat i:
| Namn      | Namn                  | Yta km² | Invånare 31 dec 2020 |
| --------- | --------------------- | ------- | -------------------- |
| 중화산1동 | Junghwasan 1(il)-dong | 1,33    | 14 877               |
| 중화산2동 | Junghwasan 2(i)-dong  | 1,61    | 19 873               |